# Végtelen úton
A Végtelen úton Szörényi Levente harmadik nagylemeze. Hat évvel második szólólemeze, a Hazatérés kiadása után, és két évvel azután jelent meg, hogy visszavonult a koncertezéstől. Két dal kivételével az összeset Szörényi Levente szerezte. A Művészbejáró című dal Bródy János szerzeménye. A Ballada Juhász Gyula versének megzenésítése Szörényi Levente által.
A CD bónusz számai között a Fehér Anna nem egyezik meg a rockballadán megjelent változattal, a bónuszdalt itt Szörényi Levente énekli. A CD kiadásra felkerült A lány, akit szerettem koncertváltozata és még három szerzői demó is, amit Szörényi Levente egyedül készített.

## Számlista
A oldal
1. Hajnali álom (Szörényi Levente) – 0:53
2. Pokoli dolgok (Szörényi Levente) – 4:47
3. Lány hintaszékkel (Szörényi Levente) – 4:41
4. Ne kérdezd tőlem, hogy mit tettem volna (Szörényi Levente) – 4:48
5. Ajánlott levél (Szörényi Levente) – 3:06
6. Művészbejáró (Bródy János) – 4:27

B oldal
1. A múzsa csókja (Szörényi Levente) – 5:16
2. Éjszakai telefonok (Szörényi Levente) – 4:23
3. Vágyaim napja (Szörényi Levente) – 4:39
4. Végtelen úton (Szörényi Levente) – 3:15
5. Ballada (Szörényi Levente – Juhász Gyula) – 2:38

Bónusz dalok a CD kiadásban
1. Fehér Anna (Szörényi Levente – Bródy János) – 4:28
2. A lány, akit szerettem (Szörényi Levente – Bródy János) – 4:30[2]
3. Hírek (Szörényi Levente – Bródy János) – 3:30[3]
4. A hitetlenség átka (Szörényi Levente – Bródy János) – 2:36[3]
5. Alkotni születtünk (Szörényi Levente – Bródy János) – 3:01[3]

## Az album alkotói
Közreműködött
- Bródy János
- Móricz Mihály
- Németh Oszkár
- Szörényi Levente
- Szörényi Szabolcs
- Tolcsvay László

valamint
- Dés László
- Papp Gyula
- Pálmai Zoltán
- Csoóri Sándor

A felvételek a Főnix Stúdióban készültek.
- hangmérnökök: Bohus János és Jánossy Béla
- zenei rendező Szörényi Szabolcs
- borítóterv: Szörényi Levente és Molnár Antal
- fotó és grafika: Molnár Antal